# William Horncy
William Horncy (1953/1954) is een Britse serie-/massamoordenaar die veroordeeld werd voor het vermoorden van de Indiase miljonair Amarjit Chohan, Chohan's echtgenote, schoonmoeder en twee zoontjes in februari 2003 in Wiltshire. Hij pleegde zijn misdaden samen met Kenneth Regan. Beiden zitten een levenslange gevangenisstraf uit.

## Ontdekking
Horncy (51) en Regan (54) pleegden de moorden om zo het bedrijf (CIBA) van Chohan in handen te krijgen. Een derde verdachte, Peter Rees (39), werd wel schuldig bevonden aan de moord op Chohan (en kreeg eveneens levenslang), maar vrijgesproken van betrokkenheid bij de andere vier dodingen. Chohans lichaam en dat van de twee vrouwen spoelden in 2003 aan de zuidkust van Groot-Brittannië aan. Zijn lichaam op 22 april bij Bournemouth, twee dagen nadat het gedumpt was, dat van zijn vrouw eveneens daar in juli en dat van zijn schoonmoeder in november bij het Isle of Wight. De lichamen van hun kinderen zijn anno 2012 nog niet gevonden.
De zaak kwam aan het licht omdat Chohans broer Onkar Verma zich er niet bij neerlegde dat zijn familie zomaar verdwenen was en de moordenaars wegens nieuw onderzoek noodgedwongen de lijken moesten verplaatsen.

## Werkwijze
Regan was voor de moorden een veroordeeld drugshandelaar en politie-informant. Hij verklaarde dat ze het hadden willen doen lijken alsof Chohan naar een ander land vertrokken was om daar zijn kansen te beproeven, ook in verband met diens eerdere gevangenisstraf voor belastingontduiking. Regan zou zelf Chohans bedrijf overnemen en het als dekmantel gebruiken om drugs te importeren.
De mannen lokten Chohan en zijn gevolg naar Stonehenge in Wiltshire. Daar werden ze enkele dagen vastgehouden totdat de miljonair zijn bedrijf naar Regan overschreef en hij vermoord werd. De lichamen werden eerst begraven op een boerderij in Tiverton (Devon). Toen de moordenaars erachter kwamen dat de politie daar zou gaan zoeken, groeven ze de lijken op en dumpten ze die in zee.

## Slachtoffers
- Amarjit Chohan (46)
- Nancy Chohan (25, echtgenote)
- Charanjit Kaur (51, schoonmoeder)
- Devinder Chohan (achttien maanden oud, zoon)
- Ravinder Chohan (twee maanden oud, zoon)